# James Sant

Novisen (1856).

James Sant, född 23 april 1820 i Croydon, död 12 juli 1916 i London, var en brittisk målare. Han specialiserade sig på porträtt. Sant var medlem av Royal Academy of Arts samt tilldelades Victoriaorden.